# Fahrental
Fahrental (früher auch Farental genannt) ist eine Wüstung zwischen Tauberbischofsheim und dessen Stadtteil Impfingen im Main-Tauber-Kreis in Baden-Württemberg.

## Geschichte

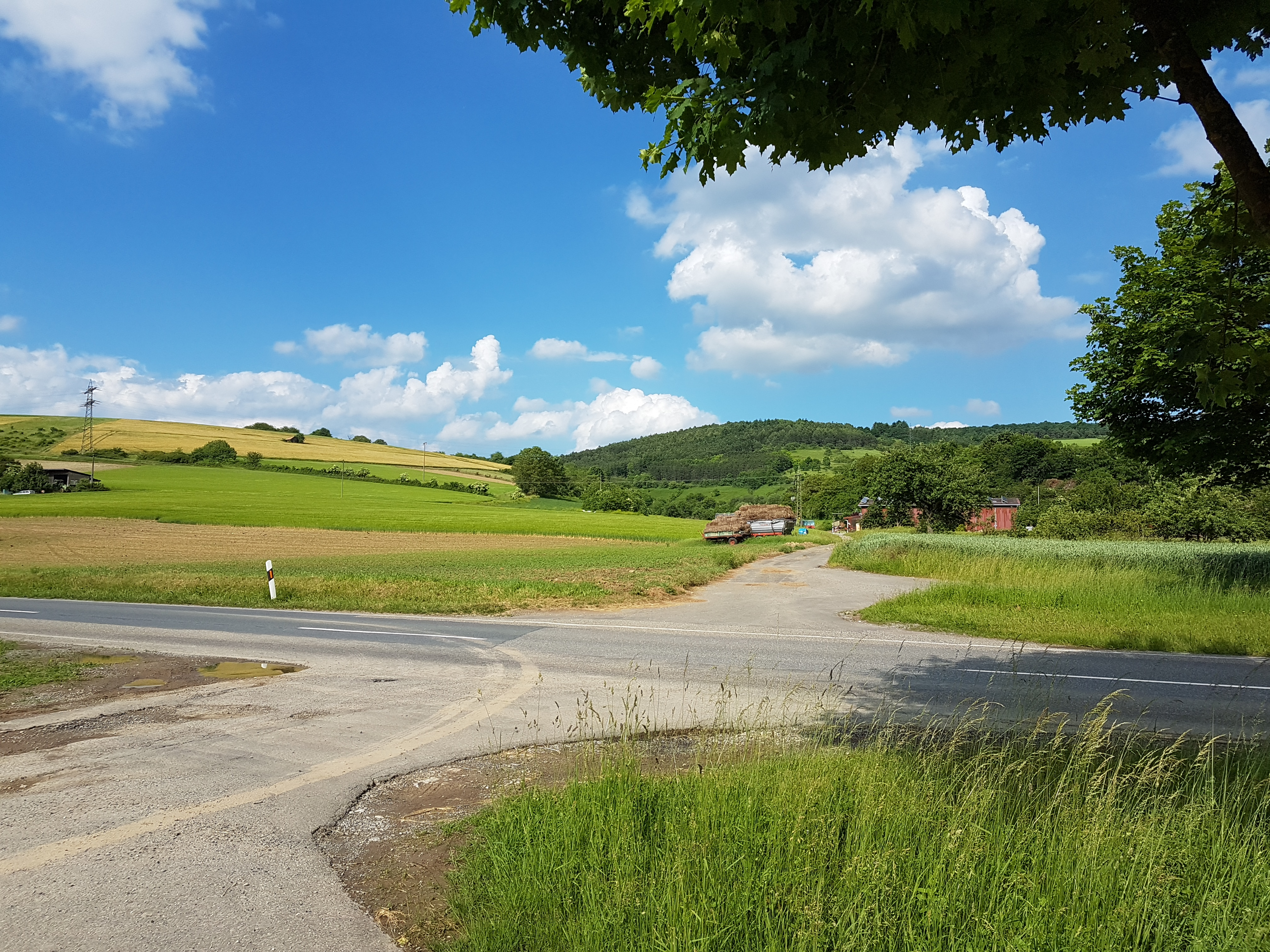
Blick über die L 506 in den gleichnamigen Fahrentalsgraben (2017)

Im 12. Jahrhundert wurde die im Fahrentalsgraben liegende Siedlung vom Fuldaer Mönch Eberhard erstmals urkundlich erwähnt. Dieser berichtete über die Anfänge seines Klosters und erwähnte dabei, dass Karl der Große im Jahre 775 der Abtei Fulda das Kloster Holzkirchen mit den dazugehörigen Besitzungen schenkte. Als einer von 26 genannten Orten führte er dabei auch „Farental“ auf.
Als der Ort Fahrental endgültig abging, siedelten dessen letzte Einwohner ins naheliegende Impfingen um. Daher ist Impfingen auch eines der wenigen Orte in Süddeutschland, die zwei Dorfheilige besitzen. Zum einen den Dorfheiligen St. Nikolaus, zum anderen den Dorfheiligen St. Jakobus (siehe auch den Jakobusbrunnen mit Jakobusstatue auf dem "Plan", der alten Ortsmitte) als zweiten Ortspatron, der gemeinsam mit den Einwohnern der abgegangenen Siedlung Fahrental ins Dorf mit aufgenommen wurde.